# Heidegroeve (Geulhem)

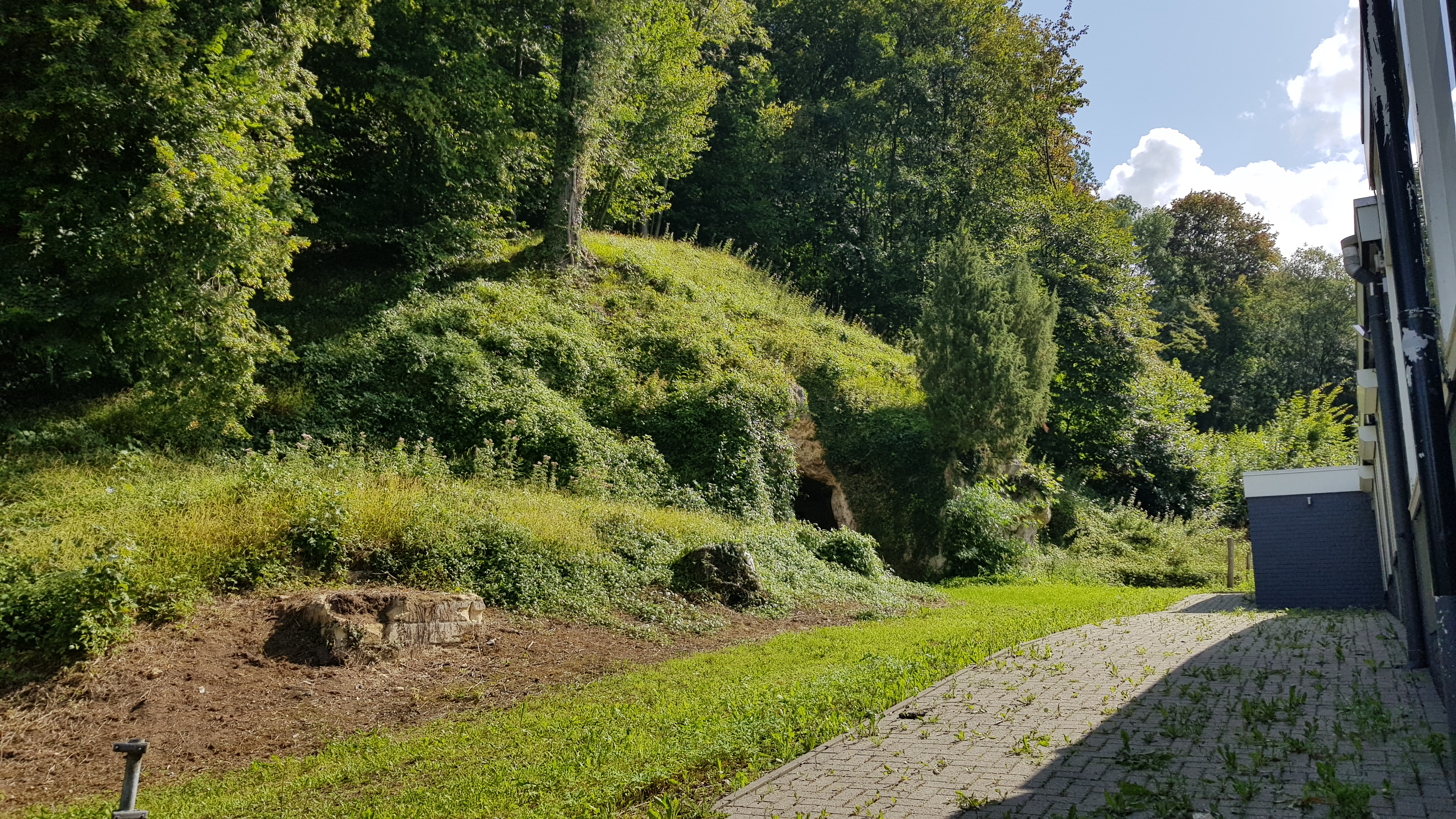
ingang Heidegroeve

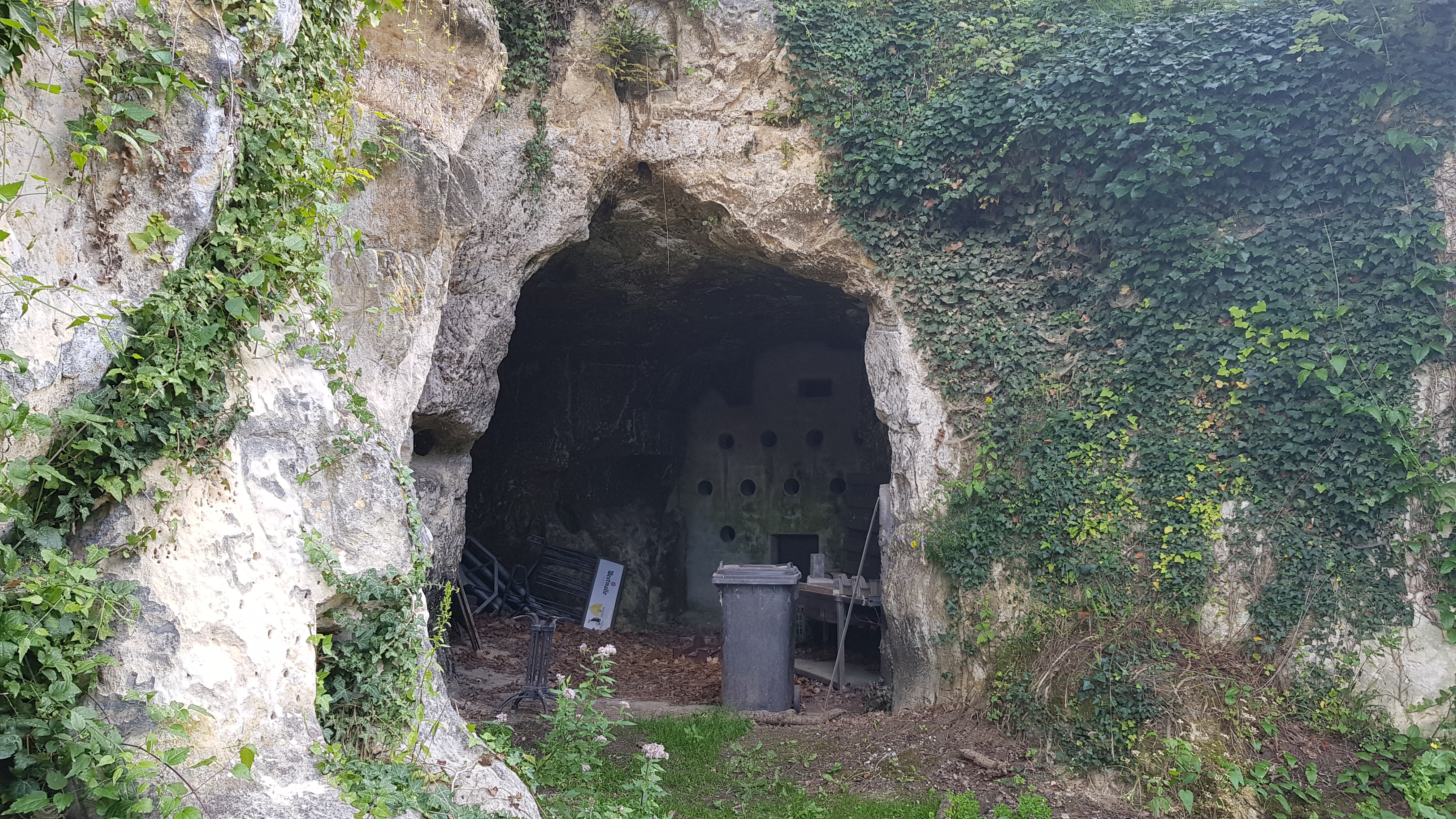
De afgesloten ingang van de Heidegroeve met vleermuisopeningen

De Heidegroeve of Groeve Heide is een Limburgse mergelgroeve in de Nederlandse gemeente Valkenburg aan de Geul in Zuid-Limburg. De ondergrondse groeve ligt ten oosten van Geulhem in het hellingbos Bergse Heide op de noordelijke rand van het Plateau van Margraten in de overgang naar het Geuldal. Ter plaatse duikt het plateau een aantal meter steil naar beneden.
Op ongeveer 60 meter naar het oosten ligt de Groeve het Paradijsbergske III, op ongeveer 200 meter naar het zuiden ligt de Barakkengroeve en op ongeveer 200 meter naar het westen liggen de Studentengroeve en de Koepelgroeve.

## Geschiedenis
De groeve werd door blokbrekers ontgonnen voor de winning van kalksteenblokken.

## Groeve
De Heidegroeve is een kleine groeve bestaande uit een hoofdgang van ongeveer 50 meter lang die zich achterin splitst. De groeve heeft een oppervlakte van 1231,24 vierkante meter.
De ingang van de groeve is afgesloten, zodanig dat vleermuizen de groeve kunnen gebruiken als verblijfplaats.
In 2017 werd de groeve op veiligheid onderzocht en werd deels goedgekeurd.